# Lech Łasko
Lech Łasko, född 2 juni 1956 i Świdnik, är en polsk före detta volleybollspelare.
Łasko blev olympisk guldmedaljör i volleyboll vid sommarspelen 1976 i Montréal.
Lech har en son, Michał Łasko, som även han spelat volleyboll på elitnivå.